# Грб Казахстана
Грб Казахстана (каз. Qazaqstan eltaŋbasy) је званични хералдички симбол Републике Казахстан. Грб се користи од времена проглашења независности ове азијске земље од Совјетског Савеза, 26. децембра 1991. године. .
Грб је кружног облика а коришћене боје су плава (azure) и жута (or). Плава представља боју неба а жута је симбол земљорадње која је светала у совјетско време. На ивицима грба су два крилата једнорога који гледају један од другог.
На врху грба налази се петокрака звезда која симболише повезаност Казахстана са социјализмом.
На доњем делу је мото, истовремено и име државе: "QAZAQSTAN." (пре 2018. - ''ҚA3AҚCTAH'')
На стедини је шанграк, круна казахстанских јурти. Шанграк симболише богатство традиције и наду у бољу будућност.
Грб је промењен из ћириличког писма у латиничко 2018. године